# Columba delegorguei
Columba delegorguei е вид птица от семейство Гълъбови (Columbidae).

## Разпространение
Видът е разпространен в Ангола, Замбия, Зимбабве, Кения, Малави, Мозамбик, Судан, Танзания, Уганда, Южна Африка и Южен Судан.